# サイコ・キラー'77
『サイコ・キラー'77』（Talking Heads: 77）は、アメリカのロックバンド、トーキング・ヘッズのデビュー・アルバム。
2005年にはリマスター版が発売され、ボーナス・トラックとして、シュガー・オン・マイ・タング（Sugar on My Tongue）、アイ・フィール・イット・イン・マイ・ハート（I Feel It in My Heart）、アイ・ウィッシュ・ユー・ウドント・セイ・ザット（I Wish You Wouldn't Say That）、ラヴ→ビルディング・オン・ファイヤー（Love → Building on Fire）が収録されている。
『ローリング・ストーン』誌が選んだ「オールタイム・ベスト・アルバム500」と「オールタイム・ベスト・デビュー・アルバム100」に於いて、それぞれ291位と68位にランクイン。

## 収録曲
- 特記したものを除き、全てデヴィッド・バーンの作詞・作曲。

Side 1
1. ラヴ・カムズ・トゥ・タウン - Uh-Oh, Love Comes To Town (2:48)
2. ニュー・フィーリング - New Feeling (3:09)
3. テンタティヴ・デシジョンズ - Tentative Decisions (3:04)
4. ハッピー・デイ - Happy Day (3:55)
5. フー・イズ・イット? - Who is It? (1:41)
6. ノー・コンパッション - No Compassion (4:47)

Side 2
1. この本について - The Book I Read (4:06)
2. 心配無用のガヴァメント - Don't Worry About the Government (3:00)
3. ファースト・ウィーク/ラスト・ウィーク - First Week/Last Week...Carefree (3:19)
4. サイコ・キラー - Psycho Killer (4:19)（バーン、クリス・フランツ、ティナ・ウェイマス）
5. プルド・アップ - Pulled Up (4:29)